# Transport à Phoenix

Carte du réseau d'autoroutes de la métropole de Phoenix.

Avant 2008, l'aire urbaine de Phoenix ne disposait d'aucun réseau de transport en commun ; la ville est donc restée très dépendante de l'automobile. C'est en 1958, avec un an d'avance sur la plupart des autres villes américaines que Phoenix a inauguré sa première autoroute. À la suite de l'évolution démographique rapide de la région et d'un financement adéquat, Phoenix s'est constitué un important réseau d'autoroutes, qui n'est pas encore complet, mais est l'un des plus grands des États-Unis, avec plus de 2 261 km de voies en 2005.
Depuis 2008, la ville possède une ligne de métro léger.